# 10227 Izanami
10227 Izanami este un asteroid din centura principală de asteroizi.

## Descriere
10227 Izanami este un asteroid din centura principală de asteroizi. A fost descoperit pe 4 noiembrie 1997 la Gekko de Tetsuo Kagawa și Takeshi Urata. Asteroidul prezintă o orbită caracterizată de o semiaxă mare de 3,13 ua, o excentricitate de 0,07 și o înclinație de 12,7° în raport cu ecliptica.